# دون بيشوب
دون بيشوب (بالإنجليزية: Don Bishop)‏ هو لاعب كرة قدم أمريكية أمريكي، ولد في 1 يوليو 1934 في مقاطعة برونزويك في الولايات المتحدة، وتوفي في 13 نوفمبر 1998.

## وصلات خارجية
- دون بيشوب على موقع مرجع كرة القدم المحترفة.كوم (الإنجليزية)